# Themidaceae
Themidaceae is een botanische naam, voor een familie van eenzaadlobbige planten. Een familie onder deze naam wordt door slechts weinig systemen van plantentaxonomie erkend. De familie wordt wel erkend door het APG-systeem (1998) en het APG II-systeem (2003). In dit laatste systeem bestaat de optie deze familie te erkennen; de andere mogelijkheid is om de betreffende planten (samen met de planten die anders een reeks andere families zouden vormen) in te voegen bij de Asparagaceae. Het APG III-systeem (2009) erkent niet een familie onder deze naam; de planten die in APG I en APG II deze familie vormden zijn in APG III de onderfamilie Brodiaeoideae (in de familie Asparagaceae).
De familie, indien erkend, bestaat uit slechts enkele tientallen soorten in een dozijn genera. Deze komen voor in het westen van Noord-Amerika.